# La Camisa Negra
"La Camisa Negra" – utwór stworzony przez Octavio Mesa na trzeci studyjny album kolumbijskiego muzyka Juanesa Mi Sangre. Produkcją singla zajął się Gustavo Santaolalla.
Piosenka otrzymała przychylne recenzje i pomimo że spowodowała liczne kontrowersje, kiedy została użyta przez włoskich neofaszystów jako symbol, nadal jest najpopularniejszą kompozycją Juanesa. W udzielonym później wywiadzie muzyk zaprzeczył iż utwór ma cokolwiek wspólnego z faszyzmem, i że każdy odbiera go na swój sposób. W Dominikanie zakazano dystrybucji tej piosenki ze względu na seksualny podtekst.

## Pozycje na listach
W Stanach Zjednoczonych utwór zajął 89 pozycję na liście Billboard Hot 100. Na Latin Tropical Airplay piosenka zajęła 2 pozycję. Osiągnęła dobre wyniki w Europie na szczytach list przebojów w Austrii, Francji, Niemczech, Włoszech, Hiszpanii i Australii, i dotarła do pierwszej dwudziestki w Belgii, Finlandii, Irlandii, Holandii i Norwegii. Singiel osiągnął status złotej płyty w Szwajcarii i jest jednym z 10 najlepszych singli w kraju.

## Teledysk
Teledysk do utworu został wydany w 2005 roku. Widać w nim Juanesa przebywającego w mieście w towarzystwie dwóch kobiet i starszego mężczyzny. Wysiadają oni z samochodu kiedy muzyk zaczyna grać, a następnie zaczynają tańczyć. Podczas ostatniego refrenu ludzie znikają z miasta.

## Lista utworów

### 12" maxi single (House Remixes)
1. "La Camisa Negra" [Main Mix]
2. "La Camisa Negra" [Duro Mix]
3. "La Camisa Negra" [T.U.&G! Remix]

### CD single #1
1. "La Camisa Negra" [Album Version] - 3:36
2. "La Camisa Negra" [Remix por Toy Hernández] - 4:36

### CD single #2
1. "La Camisa Negra" [Album Version] - 3:36
2. "La Camisa Negra" [Sonidero Nacional Remix] - 3:36

### Maxi single
1. "La Camisa Negra" [Album Version] - 3:36
2. "La Camisa Negra" [Sonidero Nacional Remix] - 3:36
3. "Fotografía" [feat. Nelly Furtado] - 3:58
4. "La Camisa Negra" [Video] [Bonus]
5. An Introduction to Juanes [Bonus]

## Wykresy
- Austria (Ö3 Austria Top 75) - 1
- Belgium (Ultratop 50 Flanders) - 3
- Belgium (Ultratop 40 Wallonia) - 1
- Czech Republic (IFPI) - 2
- Denmark Airplay (Tracklisten) - 1
- European Hot 100 Singles - 4
- Finland (Suomen virallinen lista) - 7
- France (SNEP) - 1
- Germany (Media Control AG) - 1
- Italy (FIMI) - 1
- New Zealand (RIANZ) - 3
- Norway (VG-lista) - 9
- Slovakia (IFPI) - 79
- Sweden (Sverigetopplistan) - 27
- Switzerland (Media Control AG) - 1
- Spain (PROMUSICAE) - 1
- UK Singles (The Official Charts Company) - 32
- US Billboard Hot 100 - 89
- US Latin Songs (Billboard) - 1
- US Latin Pop Songs (Billboard) - 1
- US Tropical Songs (Billboard) - 1
- US Regional Mexican Songs (Billboard) - 1

## Certyfikaty
- Belgia - złoto
- Niemcy - złoto
- Media Control Charts - złoto

## Wykresy pod koniec roku

### 2005
- German Singles Chart - 6